# Fombellida
Fombellida település Spanyolországban, Valladolid tartományban. Fombellida Valbuena de Duero, Castroverde de Cerrato, Torre de Esgueva, Hérmedes de Cerrato, Canillas de Esgueva, Piñel de Arriba és Piñel de Abajo községekkel határos. Lakosainak száma 175 fő (2024).

## Népesség
A település népessége az utóbbi években az alábbiak szerint változott:
| Lakosok száma | 270  | 244  | 220  | 210  | 196  | 193  | 174  | 173  | 181  | 175  |
|               | 2001 | 2004 | 2007 | 2009 | 2012 | 2014 | 2017 | 2019 | 2022 | 2024 |